# Clayton Matthews
Pour les articles homonymes, voir Matthews.
Compléments
- Patricia Matthews

Clayton Matthews (1918-2004) est un écrivain américain, auteur de romans et nouvelles de genres populaires. Il est l'époux de Patricia Matthews, avec qui il a signé plusieurs romans policiers sous les pseudonymes collectifs Laura (ou Laurie) Wylie.

## Biographie
Il amorce sa carrière d'écrivain en publiant des nouvelles dans divers magazines à la fin des années 1950, notamment pour le pulp Mike Shayne Mystery Magazine (en). Il se lance dans l'écriture de romans érotiques dès 1960, puis donne des romans policiers.
Il épouse Patty Brisco en 1972. Le couple déménage à San Diego, en Californie. Sous le nom de Patricia Matthews, sa femme devient un auteur populaire de romans d'amour et romans gothiques. En collaboration, le couple écrit la série policière ayant pour héros Casey Farrell. 

## Œuvre

### Romans

#### SérieSaga des Moraghan
- The Birthright  (1979)
- The Disinherited (1982)
- The Redeemers (1984)

#### Série policièreCasey Farrellen collaboration avec Patricia Matthews
- The Scent of Fear (1992)
- Vision of Death (1992)
- Taste of Evil (1993)
- Sound of Murder (1994)
- Touch of Terror (1995)

#### Autres romans
- A Rage of Desire (1960)
- Discontented Wives (1961)
- The Strange Ways of Love (1961)
- Faithless (1962)
- Sex Dancer (1962)
- The Promiscuous Doll (1962)
- Nude Running (1963)
- The Corrupter (1964)
- Dive into death (1969) Publié en français sous le titre Les morts font des bulles, Paris, Presses de la Cité, Punch no 76, 1977
- The Mendoza File (1970)
- Nylon Nightmare (1970)
- Bounty Hunt at Ballarat (1973)
- The Big Score (1973)
- The Negotiator (1975)
- New Orleans (1976)
- Hong Kong (1976)
- Dallas (1978), en collaboration avec Arthur Moore
- The Power Seekers (1978)
- The Harvesters (1979)
- The Proud Castles (1986)
- Twister (1986)
- Death at the Border (1987)

### Nouvelles
- Stone Cold Dead (1958)
- Man From U.N.C.L.E. (1966), en collaboration avec Joe L. Hensley, Morris Hershman et Steve April
- The Handyman (1967)
- The Ultimate Death of Roger Blaine (1968)
- Raft of Fear (1970)
- The Big Stretch (1970), en collaboration avec Edward D. Hoch et Brett Halliday
- Twister (1970), en collaboration avec M.G. Ogan and Walter J. Sheldon
- Pit of Fear (1974)
- Sweet Alice (1980), en collaboration avec Michael Avallone, John Ball, Paul Greeson, Edward D. Hoch, William F. Nolan, James M. Reasoner, Larry Sterling, Mike Taylor et J. L. Washburn
- Run, Rabbit, Run (1981), en collaboration avec Leo Whitaker
- Bucknell's Law (1981)
- Going to Pot (1981)
- The Caliber of Death (1982), en collaboration avec Talmage Powell
- Trade-Off (1997)